# 王兆安
王兆安（1945年6月—2020年2月12日），男，山西临猗人，中国电力电子技术专家，西安交通大学教授。

## 生平
1945年6月出生于山西省临猗县。曾在西安四中就读。高中时曾被查出肺结核病。1970年毕业于西安交通大学工业企业电气化自动化专业，后在西安电力整流器厂工作。1979年至1981年，在西安交通大学自动控制专业攻读硕士研究生，毕业后留校任教。1984年至1989年在日本留学，获大阪大学工学博士学位，之后在三菱公司研修谐波和无功补偿技术。1989年回国任教，1990年晋升副教授，1992年晋升教授，1993年获评博士生导师。1997年1月至2004年1月，任西安交通大学电气工程学院院长。2004年11月13日，当选为中国电工技术学会理事。2005年至2013年，任中国电源学会第五、第六届理事长。2006年12月，任新疆大学电气工程学院院长。2007年1月至2011年7月，任九三学社西安交通大学委员会主任委员。2012年退休。2020年2月12日14时15分在西安逝世，终年74岁。